# فرودگاه بین‌المللی راک ساند
فرودگاه بین‌المللی راک ساند (به انگلیسی: Rock Sound International Airport) یک فرودگاه با کد یاتا RSD است که یک باند فرود آسفالت دارد و طول باند آن ۲۱۹۹ متر است. این فرودگاه در کشور باهاما قرار دارد .

## شرکت‌های هواپیمایی و مقصدهای پروازی
| شرکت‌های هواپیمایی | مقصدهای پروازی                       |
| ----------------- | ------------------------------------ |
| Bahamasair        | اکسوما، گورنرس هاربر، لیندن پیندلینگ |

Historically, Rock Sound was served by خطوط هوایی سراسری آمریکا in the mid-1970s with بوئینگ ۷۰۷ jetliner service to Miami and New York جان اف کندی via an intermediate stop in Nassau.  The airport is one of the very few in the Bahamas to have received such mainline jet service.  In addition, during the late 1970s, Air Florida served the airport with بوئینگ ۷۳۷ jetliners with nonstop flights to Miami.